# San Rafael del Yuma
San Rafael del Yuma es un municipio de la República Dominicana, que está situado en la Provincia de La Altagracia.

## Límites
Municipios limítrofes:
|                   | Norte: La Romana e Higüey |                  |
| Oeste: Mar Caribe |                           | Este: Mar Caribe |
|                   | Sur: Mar Caribe           |                  |

## Distritos municipales
Está formado por los distritos municipales de:
| Nombre              | Código   |
| ------------------- | -------- |
| San Rafael del Yuma | 08110201 |
| Boca de Yuma        | 08110202 |
| Bayahíbe            | 08110203 |

## Historia
Las ruinas de la residencia de Juan Ponce de León se encuentran en una meseta situada a tres kilómetros de San Rafael de Yuma. 